# Льянос-де-Мохос (экорегион)
Лья́нос-де-Мо́хос (исп. Llanos de Mojos) — природная область, экорегион в Южной Америке, на юго-западе Амазонии, между подножием Анд и реками Бени и Маморе (Боливия).
Льянос-Мохос представляют собой аллювиальную равнину, которая в сезон дождей (с декабря по июнь) затопляется разливами рек. Климат местности влажный и жаркий. Количество осадков составляет около 2200 мм в год, средние месячные температуры — от 23 до 26 °С. Льянос-Мохос покрыты переменно-влажными вечнозелёными и саванными лесами. Множество озёр и болот. Богатая флора и фауна. Местное население занимается животноводством и сбором каучука.
В Льянос-Мохос находится более 6600 так называемых «лесных островов» — возвышенных участков леса диаметром около 70 метров, признанных потенциальными центрами доместикации растений, где обнаружено много диких родственников современных культурных растений. По результатам анализа фитолитов удалось установить, что кукуруза росла здесь 6850 л. н., тыква — 10250 л. н., маниок — около 10350 лет назад.